# Westonbirt National Arboretum

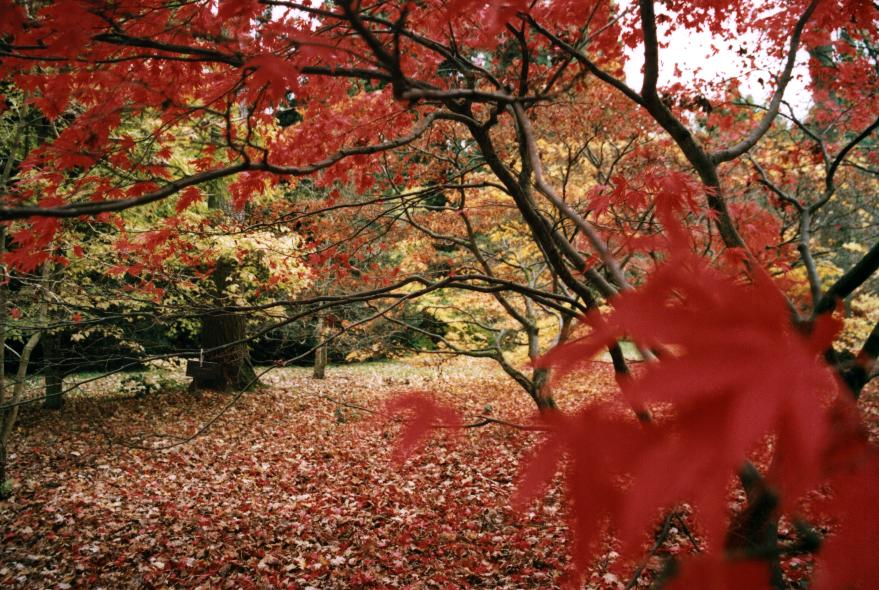
Il Westonbirt Arboretum in autunno

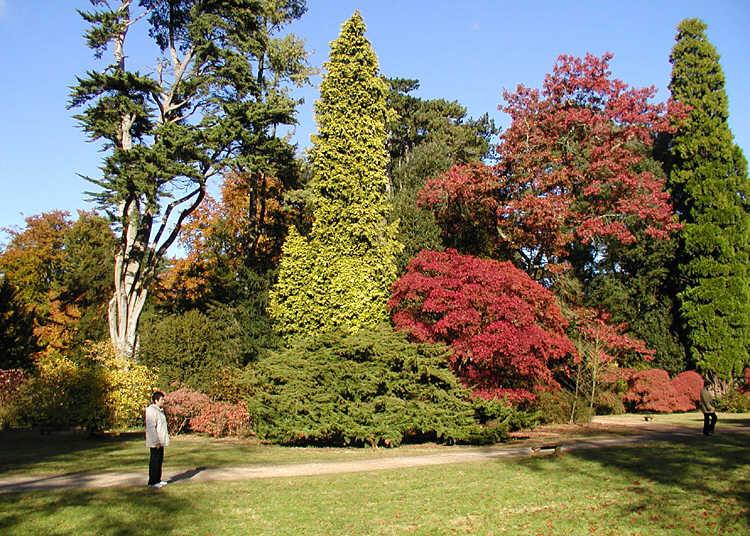
Un altro scorcio del Westonbirt Arboretum in autunno

Il Westonbirt National Arboretum è un arboreto nei pressi di Tetbury, nel Gloucestershire, in Inghilterra, ed è forse l'arboreto più importante e più noto del Regno Unito. È diretto dalla Foresty Commission (Commissione di Silvicoltura) inglese, che dirige anche il Pinetum di Bedgebury.
L'arboreto è stato fondato nel 1829 da Robert Stayner Holford, che aveva ereditato la proprietà, e in seguito è stato esteso da Sir George Holford, suo figlio. Si trova nelle vicinanze di Westonbirt House, attualmente un collegio femminile, ma non rappresenta il giardino del collegio, che invece si trova dall'altro lato di una strada pubblica.
Dopo la morte di George Holford, nel 1926 divenne proprietà di suo nipote, il quarto Conte di Morley, ed infine passò alla Foresty Commission nel 1956.
L'arboreto di Westonbirt contiene circa 18.000 alberi ed arbusti, disposti su una superficie di circa 600 acri (2.4 km²). Le sue 17 miglia (27 km) di percorsi contrassegnati sono molto apprezzate dagli ospiti dell'arboreto e consentono l'accesso ad un'ampia varietà di piante rare.

## Curiosità
Tra il 2003 e il 2005 l'Arboreto ha ospitato il Westonbirt Festival of the Garden, diretto da quello che è ritenuto il miglior designer di giardini della Gran Bretagna.